# Captain Herlock: The Endless Odyssey
Captain Herlock : The Endless Odyssey (Space Pirate Captain Herlock Outside Legend : The Endless Odyssey) est une série animée japonaise en treize épisodes de 25 minutes, réalisée par Rintaro d'après le manga de Leiji Matsumoto et diffusée par Madhouse Production.
En France, la série a été éditée en 2005 par Dybex.

## Synopsis
Des extra-terrestres à l'apparence de spectres répondant au nom de Noo ont débarqué sur une colonie terrienne. Tadashi Daiba fait leur rencontre, chez lui, alors qu'ils viennent de tuer son père. Tandis qu'ils s'apprêtent à s'en prendre au jeune homme, celui-ci est sauvé in extremis par Harlock (Albator), le pirate de l'espace disparu depuis 20 ans. Il lui propose de le rejoindre à bord de son vaisseau spatial, l'Arcadia, dont il a retrouvé l'équipage. Débute dès lors le combat de ce duo contre les Noo alors que la Terre disparaît, frappée par un étrange rayon provenant de l'espace.

## Fiche technique
- Titre : Captain Herlock : The Endless Odyssey
- Titre original : Space Pirate Captain Herlock Outside Legend : The Endless Odyssey
- Réalisation : Rintaro
- Scénario : Sadayuki Murai d'après Capitaine Albator de Leiji Matsumoto
- Personnages : Nobuteru Yuuki
- Mecha : Katsuya Yamada et Masami Ozone
- Directeur artistique : Hisashi Ikeda
- Directeur de l'animation : Nobuteru Yuuki
- Directeur de la photographie : Hitoshi Yamaguchi
- Musique : Takayuki Hattori
- Producteur : Manabu Tamura et Satoki Toyada
- Animation : Mad House
- Durée : 13 × 25 minutes
- Dates de diffusion :  Japon : 2002;  France : 2003

## Distribution
- Kôichi Yamadera (VF : Richard Darbois) : Albator (Capitaine Herlock)
- Tomokazu Seki (VF : Thierry Bourdon) : Tadashi Daiba
- Rei Sakuma (VF : Olivia Dutron) : Kei Yuki
- Naoki Tatsuta (VF : Cyrille Monge) : Yattaran
- Nachi Nozawa (VF : Michel Tugot-Doris) : Docteur Zero
- Katsunosuke Hori (VF : Alain Floret) : Docteur Daiba
- Keiji Fujiwara (VF : Jérôme Keen) : Dr Hiltz
- Rokurô Naya (VF : Michel Raimbault) : Dr Hassan
- Wataru Takagi (VF : Patrick Béthune) : Dr Paek
- Minami Takayama (VF : Claudine Grémy) : Dr Leni
- Norio Wakamoto (VF : Emmanuel Gradi) : Irita
- Hisao Egawa (VF : Jérôme Keen) : Sabu
- Yūko Minaguchi (VF : Christine Pâris) : Mîmé
- Toshihiko Nakajima (VF : Patrick Béthune) : Yasu
- Fūrin Cha (VF : Bernard Demory) : Maji
- Reiko Suzuki (VF : Pascale Jacquemont) : Mme Masu
- Motoko Kumai : Tomiko
- Fumiko Orikasa : Nana
- Emi Shinohara (VF : Suzanne Sindberg) : Shizuka Namino

## Épisodes
1. Le Blues des rebuts
2. À celui dont l'ami dort
3. La Voix lointaine qui appelle Noo
4. Le Pari de Yattaran
5. Champs de bataille sur la planète Mausolée
6. Un sourire sur le crâne de la mémoire
7. La Lune attend en terre promise
8. Sur la planète dévastée gisent les ruines du château
9. Au plus noir de l'âme
10. Kei - Illusion
11. Univers tremblant
12. L'âme part à la dérive aux confins de l'univers sans adieux
13. … La Fin

## Autour de la série
- Il existe deux doublages en français. Ils sont strictement identiques à un point près : l'éditeur a tenu à ce qu'il y ait un doublage où le héros s'appelle Albator, pour le public nostalgique, et un autre qui conserve le nom d'origine : Herlock. Les autres personnages ne changeant pas de nom d'une version à l'autre. Cela dit, pour des raisons de droits concernant le nom "Albator", l'éditeur préféra garder par la suite uniquement la version "Herlock" pour les rééditions DVD.

- Dans le bonus DVD, Matsumoto déclare qu'il donnera une suite aux aventures de Herlock jusqu'au septième vaisseau d'Arcadia. Lorsque cette série sera achevée, l'histoire, selon lui, sera complète[1]. En 2018, cela ne s'est pas concrétisé.